# Oito universitários
Oito Universitários é um curta-metragem documental brasileiro dirigido por Cacá Diegues e David Neves, lançado em 1967. O filme foi produzido no contexto do início da ditadura militar no Brasil e reúne depoimentos de oito estudantes da Pontifícia Universidade Católica do Rio de Janeiro (PUC-Rio) — faculdade em que Diegues começou a pavimentar seu sucesso, enquanto cursava direito –, que falam sobre suas expectativas, angústias e percepções políticas em meio à crescente repressão do período.
O curta é considerado um registro histórico do pensamento estudantil antes da promulgação do Ato Institucional nº 5 (AI-5), que marcaria o auge da censura e da perseguição política no país. Com uma linguagem direta e simples, a obra registra de forma sincera o desejo de transformação social de uma juventude engajada, tornando-se um documento audiovisual importante sobre o movimento estudantil da década de 1960.
Por décadas, o filme foi considerado perdido, até ser redescoberto em uma limpeza de arquivos na Cinemateca do MAM-RJ. Após sua recuperação, ganhou novo destaque ao revelar, entre os estudantes entrevistados, o militante político Paulo Roque Gaspar, morto pela repressão em 1973. Tatiana Roque, filha do ex-militante, a filósofa e ex-deputada federal, foi quem fez a identificação, assim que viu pela primeira vez imagens em movimento do pai através do curta.
Apesar de sua curta duração, Oito Universitários é frequentemente citado por estudiosos e críticos como um exemplo da potência do documentário político e como um marco do engajamento do cinema brasileiro com questões sociais e históricas. A obra antecipa temáticas que marcariam a carreira de Cacá Diegues no Cinema Novo, como o olhar voltado aos excluídos e à transformação social por meio da arte.

## Elenco
O filme documental foi realizado ao relatar as convicções de pessoas, em especial estudantes universitários, sendo eles, em ordem de aparição:
- Lincoln, 21 anos, estudante de ciências sociais
- Manuel, estudante de ciências sociais (3º ano de curso), história (1º ano de curso) e vestibulando de arquitetura
- Inês, 21 anos, estudante de arquitetura
- Cristiano, 20 anos, estudante de engenharia
- Cristina, 21 anos, estudante de ciências sociais
- Cláudio, 22 anos, estudante de direito
- Tânia - não recebe menções de idade ou curso
- Patrícia, 21 anos – não recebe menção de curso

Além dos estudantes, Hugo Caravana, ator e diretor brasileiro, compõe a obra como narrador.